# Тимошевский под
Тимошевский под — замкнутое понижение рельефа овальной формы (под) на территории Васильевского района (Запорожская область, Украина). 

## География
Расположен на лёссовой равнине на водоразделе Днепр — Молочная: возле села Тимошовка. Вытянутый с севера на юг на 12 км, ширина свыше 8 км. Дно шириной 2-6 км, ровное, высота над уровнем моря 70 м. Западный и восточный склоны имеют высоту соответственно 2-4 м и 5-6 м и крутизну 2-4° и 5-7°. Уровень грунтовых вод ниже окружающих окружающих территорий и составляет около 5 м. Растительность лугово-степная. Краевые части пода распахивают под посевы, на дне — луга, которые используются для выпаса скота. Во время снеготаяния и ливневых дождей дно затапливается. 